# Tano!
Tano! es un dúo de música hardcore punk experimental cantado en catalán formado en Gerona en 2015. A lo largo de su carrera han publicado tres referencias discográficas, tocado conciertos alrededor de Cataluña, la península ibérica, parte del continente europeo y en diferentes festivales independientes.

## Trayectoria
La semilla del dúo se plantó en el 2014, a raíz de los conciertos póstumos de la gira de Hurricäde compartiendo escenario y gira con los también desaparecidos Anchord. La germinación surgió en 2015, cuando Oskar Garcia (Hurricäde) y Víctor Pelusa (Anchord) se juntaron cada vez de forma más regular en el local de ensayo, de donde va acabando saliendo las canciones que conformaron el suyo álbum de estudio homónimo publicado en 2016 ; referencia con la que realizaron los primeros conciertos y giras en los que son reconocidos dentro de la escena underground por la intensidad en sus actuaciones en directo. En 2019 publican Cants als Malsons, disco en el que las letras tienen un cariz de leyendas con un mensaje de crítica social y de introspección detrás. Al año siguiente, debido a la pandemia de Covid, cancelan sus planes de gira europea para entrar a grabar su tercer disco Intanostellar el que se publica en febrero de 2023.

## Discografía
- Tano! (2016)
- Cants als Malsons. Onze ocultismes, sabers perduts i altres petites faules d'ultramar (2019)[8]
- Intanostellar. Navegació astronòmica, tercers orígens i més maneres de sortir d'un pou (2023)[7]